# Vaupesia cataractarum
Vaupesia es un género monotípico perteneciente a la familia de las euforbiáceas. Su única especie: Vaupesia cataractarum es originaria de Colombia y Brasil donde se encuentra en la Amazonia.

## Taxonomía
Vaupesia cataractarum fue descrito por Richard Evans Schultes  y publicado en Botanical Museum Leaflets 17(1): 28–36, pl. 12, 13 [map], 14. 1955.